# دون ماكنيل (تنس)
دون ماكنيل (بالإنجليزية: Don McNeill)‏ مواليد 30 أبريل 1918 في تشيكاشا، أوكلاهوما، الولايات المتحدة - الوفاة 28 نوفمبر 1996 في فلوريدا، الولايات المتحدة، كان لاعب كرة مضرب أمريكي وكان يلعب باليد اليمنى. كما أنه أحد أبطال الجراند سلام. أعلى تصنيف له في الفردي كان المركز الـ 4 في سنة 1940.

## النهائيات

### الفردي: 2 (الألقاب 2)
| الحصيلة | السنة | الدورة                                     | المنافس   | النتيجة                 |
| الفوز   | 1939  | البطولة الفرنسية                           | بوبي ريغز | 7–5, 6–0, 6–3           |
| الفوز   | 1940  | البطولات الوطنية الأمريكية 1940 (كرة مضرب) | بوبي ريغز | 4–6, 6–8, 6–3, 6–3, 7–5 |

### المختلط: 1 (الوصافة 1)
| الحصيلة | السنة | الدورة                                     | الشريك      | المنافس                          | النتيجة  |
| الوصافة | 1944  | البطولات الوطنية الأمريكية 1944 (كرة مضرب) | دوروثي بندي | مارجريت أوزبورن دوبون بيل تالبرت | 2–6, 3–6 |

## روابط خارجية
- دون ماكنيل على موقع رابطة محترفي التنس (الإنجليزية)
- دون ماكنيل على موقع قاعة مشاهير كرة المضرب الدولية (الإنجليزية)
- دون ماكنيل على موقع خلاصة التنس.كوم (الإنجليزية)